# Condado de Bryan (Geórgia)
O Condado de Bryan é um dos 159 condados do Estado americano de Geórgia. A sede do condado é Pembroke, e sua maior cidade é Pembroke. O condado possui uma área de 1 177 km², uma população de 23 417 habitantes, e uma densidade populacional de 20 hab/km² (segundo o censo nacional de 2000). O condado foi fundado em 19 de dezembro de 1793.